# Курово (Серпецький повіт)
Курово (пол. Kurowo) — село в Польщі, у гміні Ґоздово Серпецького повіту Мазовецького воєводства.
Населення — 116 осіб (2011).
У 1975-1998 роках село належало до Плоцького воєводства.

## Демографія
Демографічна структура станом на 31 березня 2011 року:
|          | Загалом | Допрацездатний вік | Працездатний вік | Постпрацездатний вік |
| -------- | ------- | ------------------ | ---------------- | -------------------- |
| Чоловіки | 62      | 13                 | 46               | 3                    |
| Жінки    | 54      | 12                 | 31               | 11                   |
| Разом    | 116     | 25                 | 77               | 14                   |